# XX distrito de París
El XX distrito de París (20.° distrito de París), también conocido como distrito de Ménilmontant, situado en la orilla derecha del Sena, es uno de los 20 distritos de París, Francia. Contiene los barrios cosmopolitas de Ménilmontant y Belleville, que han acogido a muchas olas sucesivas de inmigración desde mediados del siglo XIX. Hoy en día, Belleville posee el segundo barrio chino más grande de París.
Es conocido internacionalmente por albergar el cementerio del Père-Lachaise, en el que se pueden encontrar las sepulturas de famosos compositores (como Chopin y Rossini), escritores (entre ellos Oscar Wilde y Marcel Proust), pintores (Pissarro, Jacques-Louis David y otros) e incluso cantantes de rock (Jim Morrison).

## Administración
El distrito está dividido en cuatro barrios:
- Barrio de Belleville
- Barrio de Saint-Fargeau
- Barrio del Père-Lachaise
- Barrio Charonne

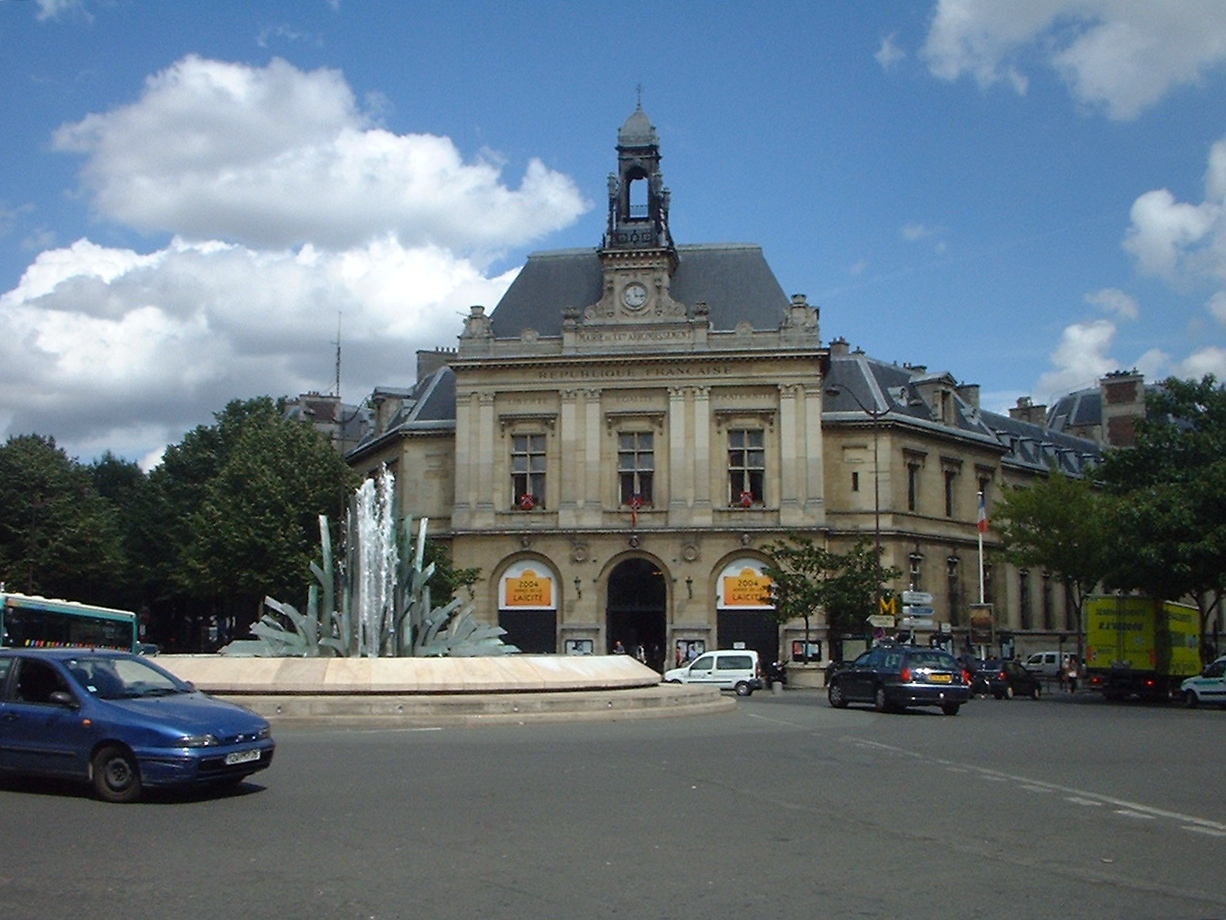
Alcaldía del XX distrito.

Su alcalde actual es Frédérique Calandra (PS). Fue elegido en 2008 por seis años.

## Geografía
El área de este distrito es de 5,984 km².

## Demografía
La población del XX distrito alcanzó su máximo en 1936, cuando tenía 208 115 habitantes. Hoy en día, sigue siendo muy denso en población y actividad comercial, con 182 952 habitantes y 54 786 puestos de trabajo, como refleja el último censo, de 1999. Sobre la base de esa población y a su extensión de 598 hectáreas tiene una densidad de 30 574 hab/km².
| Año (censo nacional)     | Población | Densidad (hab. por km²) |
| ------------------------ | --------- | ----------------------- |
| 1872                     | 92 772    | 15 503                  |
| 1936 (pico de población) | 208 115   | 34 779                  |
| 1954                     | 200 208   | 33 457                  |
| 1962                     | 199 310   | 33 307                  |
| 1968                     | 188 921   | 31 571                  |
| 1975                     | 175 795   | 29 378                  |
| 1982                     | 171 971   | 28 738                  |
| 1990                     | 184 478   | 30 829                  |
| 1999                     | 182 952   | 30 574                  |
| 2005 (estimación)        | 191 800   | 32 052                  |

## Lugares de interés
- Iglesias:
  - Iglesia Notre-Dame-de-la-Croix

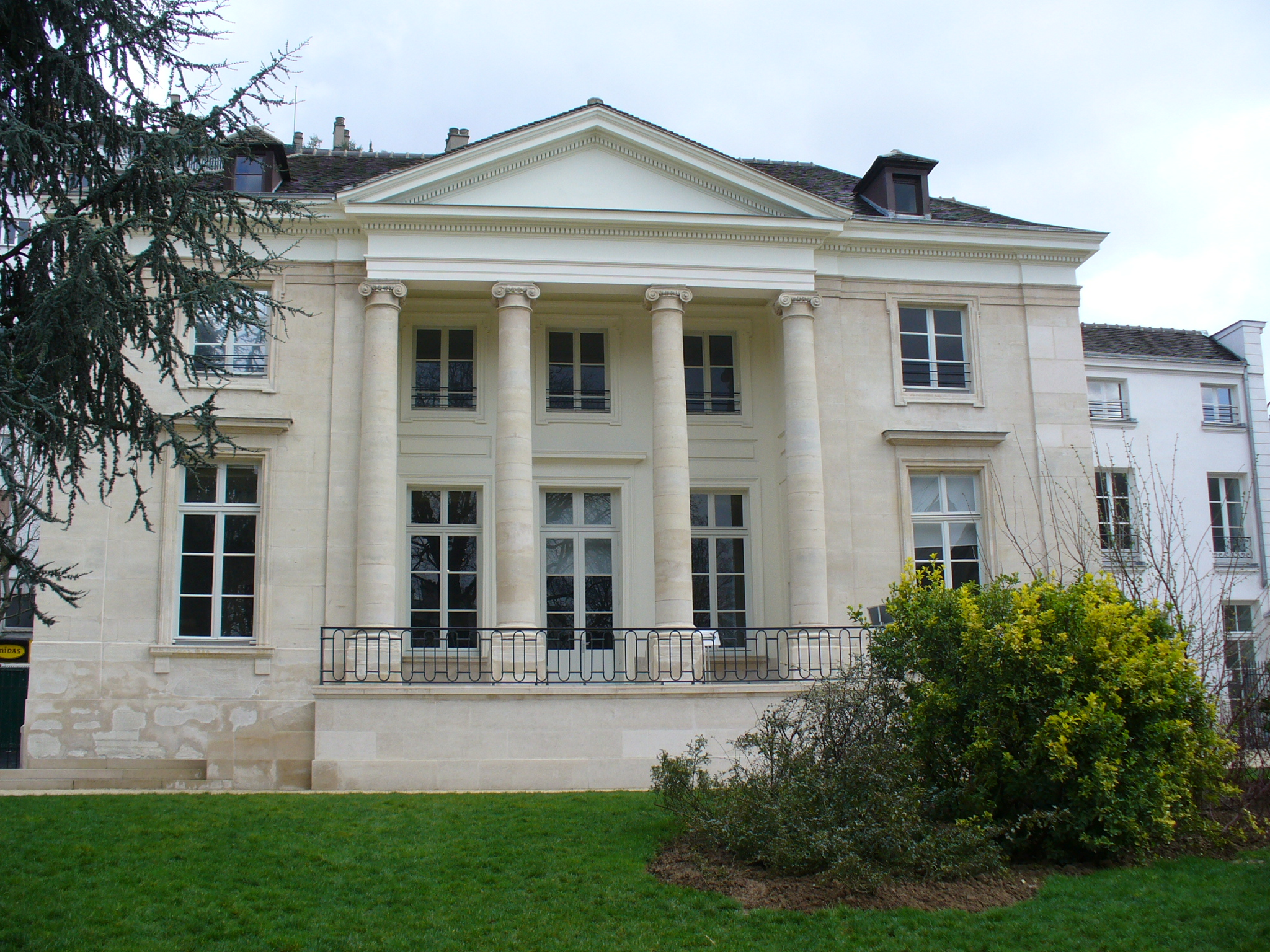
Pavillon Carré de Baudoin.

  - Iglesia Saint-Germain de Charonne

- Cementerios:
  - Cementerio del Père-Lachaise
  - Cementerio de Charonne
  - Cimetière de Belleville

- Parques:
  - Parque de Belleville

- Otros:
  - Pavillon Carré de Baudouin

## Habitantes ilustres
En este distrito de París tuvieron su residencia: el cantante Serge Gainsbourg, los escritores Guy Debord y Daniel Pennac, los políticos Léon Gambetta, Léon Blum y Jacques Duclos y el médico Albert Besson.